# میشائل فون در هایده
میشائل فون در هایده (به آلمانی: Michael von der Heide) (زاده ۱۶ اکتبر ۱۹۷۱) خواننده سوئیسی است.
او در مسابقه آواز یوروویژن ۲۰۱۰ نماینده سوئیس بود.